# Sibirischer Lemming
Der Sibirische Lemming (Lemmus sibiricus) ist eine Art der Gattung Echte Lemminge (Lemmus), die die arktischen Tundren Sibiriens bewohnt.

## Merkmale
Der Sibirische Lemming erreicht eine Kopf-Rumpf-Länge von 12–15 cm und eine Schwanzlänge von 1–1,5 cm. Somit beträgt die Gesamtlänge 13–16,5 cm. Sein Gewicht beträgt 45–150 Gramm. Die Oberseite dieses Lemmings ist graubraun bis schwarzbraun. Weiter hinten wechselt die Fellfarbe oft zu rotbraun. Die Unterseite ist gelblich und an der Kehle weiß. Der Sibirische Lemming hat kleine, dicht behaarte Ohren, eine stumpfe Schnauze und ein dickes Fell zum Schutz gegen die Kälte.

## Verbreitung

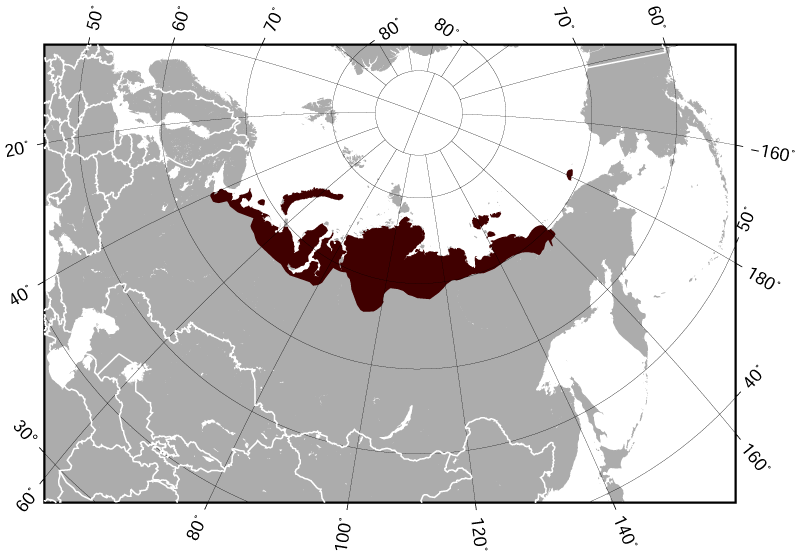
Das Verbreitungsgebiet des Sibirischen Lemmings und von Lemmus paulus im Norden Sibiriens

Der Sibirische Lemming lebt in den arktischen Tundren Sibiriens. Er bevorzugt dabei hohes, buschiges Grasland und Moore.

## Lebensweise
Diese Art lebt in großen Kolonien, ist sehr fruchtbar und unternimmt saisonale Wanderungen zwischen hohem, buschigen Grasland und Mooren und dem schützenden Tiefland zum Überwintern. Die Wanderungen sind weniger spektakulär als die des Berglemmings, der manchmal instinktgetrieben versucht Flüsse zu durchschwimmen oder Klippen herunterzuspringen. Der Sibirische Lemming frisst Moose, Seggen, Kräuter, weiche Zweige und manchmal Vogeleier. 
Der Sibirische Lemming ist lebhaft, voller Energie und piepst laut beim Graben und Fressen. Im Herbst wandert er in die tiefere Tundra, zu Seen und Flüssen, um schützende Tunnel unter Torfmoos zu bauen oder Nester in Pflanzenbüscheln anzulegen. Er sucht dann unter dem Schnee nach Nahrung. Der Sibirische Lemming ist nicht gefährdet.

## Fortpflanzung
Weibchen bauen ein Nest aus Gras und einigen Haaren. Nach einer Tragzeit von etwa 18 Tagen werfen sie bis zu 12 Junge.

## Systematik

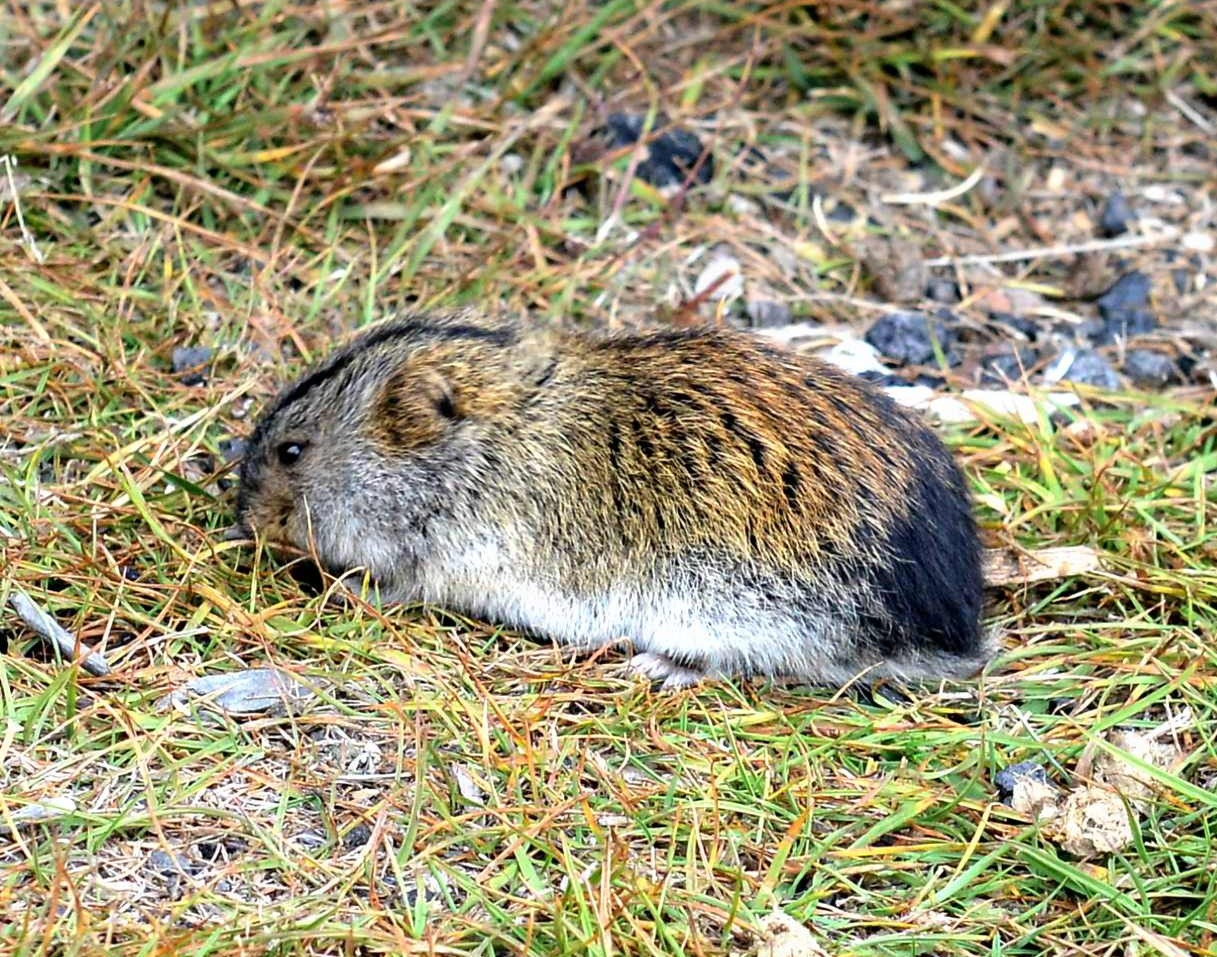
Ognev-Lemming (Lemmus paulus)

Wie eine Mitte 2025 veröffentlichte Studie über die Verwandtschaft zwischen Sibirischen Lemming und Berglemming (Lemmus lemmus) zeigte, besteht der Sibirische Lemming aus zwei Populationen, eine westliche, von der sich vor etwa 35.000 Jahren der Berglemming abspaltete und eine östliche, die eigentlich eine Art darstellt, und deren Schwesterart der Amurlemming (Lemmus amurensis) ist. Für die östliche Population steht der 1914 durch den US-amerikanischen Zoologen Glover Morrill Allen eingeführte wissenschaftliche Name Lemmus paulus als Artbezeichnung zur Verfügung. Im deutschen wird Lemmus paulus als Ognev-Lemming bezeichnet, abgeleitet von Lemmus ognevi, ein Synonym von Lemmus paulus. Die Grenze zwischen den zwei Arten liegt an der Mündung der Lena.